# Beketfa
Beketfa (szlovákul Beket vagy Beketfa) Gelle településrésze, Szlovákiában a Nagyszombati kerületben, a Dunaszerdahelyi járásban.

## Fekvése
Dunaszerdahelytől 10 km-re nyugatra fekszik.

## Története
Vályi András szerint "BEKETFA. vagy Beketfalva. Magyar falu Posony Vármegyében, lakosai katolikusok, földes Ura Gróf Pálfy Uraság, fekszik hasonló nevű Vár alatt, Csalóköz szigetében, Egyházas Gellének szomszédságában, mellynek filiája; határja tágas, és néhol termékeny; de erdeje nintsen, harmadik Osztálybéli."
Fényes Elek szerint "Beketfa, magyar falu, Pozson vármegyében, E. Gelle filial. 83 kath. lak. F. u. több nemesek. Ut. p. Somorja.
" 
A trianoni békeszerződésig Pozsony vármegye Dunaszerdahelyi járásához tartozott. 1940-ig önálló falu volt.

## Népessége
1910-ben 126, túlnyomórészt magyar lakosa volt.
2011-ben 91 lakosa volt.

## Híres emberek
- Itt született Alló Imre magyar jezsuita tanár, hitszónok, vértanú (1659–1698)